# Иван Хаджикостов
Иван Хаджикостов е български просветен деец от Южна Македония и революционер, деец на Вътрешната македоно-одринска революционна организация.

## Биография
Иван Хаджикостов е роден през 1884 година в град Енидже Вардар, тогава в Османската империя, днес в Гърция. Получава образование до VII клас в Битолската българска гимназия, след което преподава в родния си град. Известно време е кмет (мухтар).
През Балканската война от 1912 година е опълченец в четата на Иван Пальошев, а после в четата на Ичко Димитров и в нестроева рота на 14 воденска дружина на Македоно-одринското опълчение.
Умира в София.